# Pelagonie
Pelagonie (řecky Πελαγονία, makedonsky Пелагонија) nebo také Prilepsko-Bitoljsko-Lerinsko pole je historický a geografický region na Balkánském poloostrově, rozdělený mezi Severní Makedonii a Řecko. Má rozlohu okolo 4 000 km² a žije v něm více než 200 000 obyvatel, převážně makedonské národnosti a pravoslavného vyznání. Nejvýznamnějšími městy jsou Bitola, Prilep, Kruševo a Florina.
Podle archeologických nálezů byla oblast osídlena již v mykénské době. Ve starověku byla Pelagonie samostatným královstvím, jehož legendárním zakladatelem byl Pelagón, syn říčního boha Axia. Hekataios označil Pelagonce za větev Molossů, Strabón se zde zmiňuje o třech velkých městech (Tripolitis). Okolo roku 360 př. n. l. byl poslední panovník Menelaos Pelagonský poražen Perdikkem III. a jeho země se stala provincií Makedonského království. V 7. století založil v Prilepu vlastní stát bulharský náčelník Kuber. Z doby byzantské nadvlády nad regionem pochází mariánská ikona Pelagonitissa. V roce 1259 zde proběhla proslulá bitva u Pelagonie.
Území Pelagonie tvoří úrodná nížina v povodí řeky Crna (Erigon), obklopená horskými hřebeny Baba, Nidže a Verno. Podnebí je mírné a kontinentální, průměrná nadmořská výška se pohybuje okolo 600 m a roční srážky od 600 do 800 mm. Pěstuje se zde kukuřice, pšenice, slunečnice, cukrová řepa, paprika, tabák a vinná réva, rozvinut je i chov prasat a hovězího dobytka. V okolí Gneotina se těží černé uhlí, které zpracovává tepelná elektrárna v Bitole. Rovinatý kraj je tradičně využíván jako dopravní tepna, prochází jím mezinárodní silnice E65.